# Filialkirche hl. Antonius der Einsiedler (Bachholz)

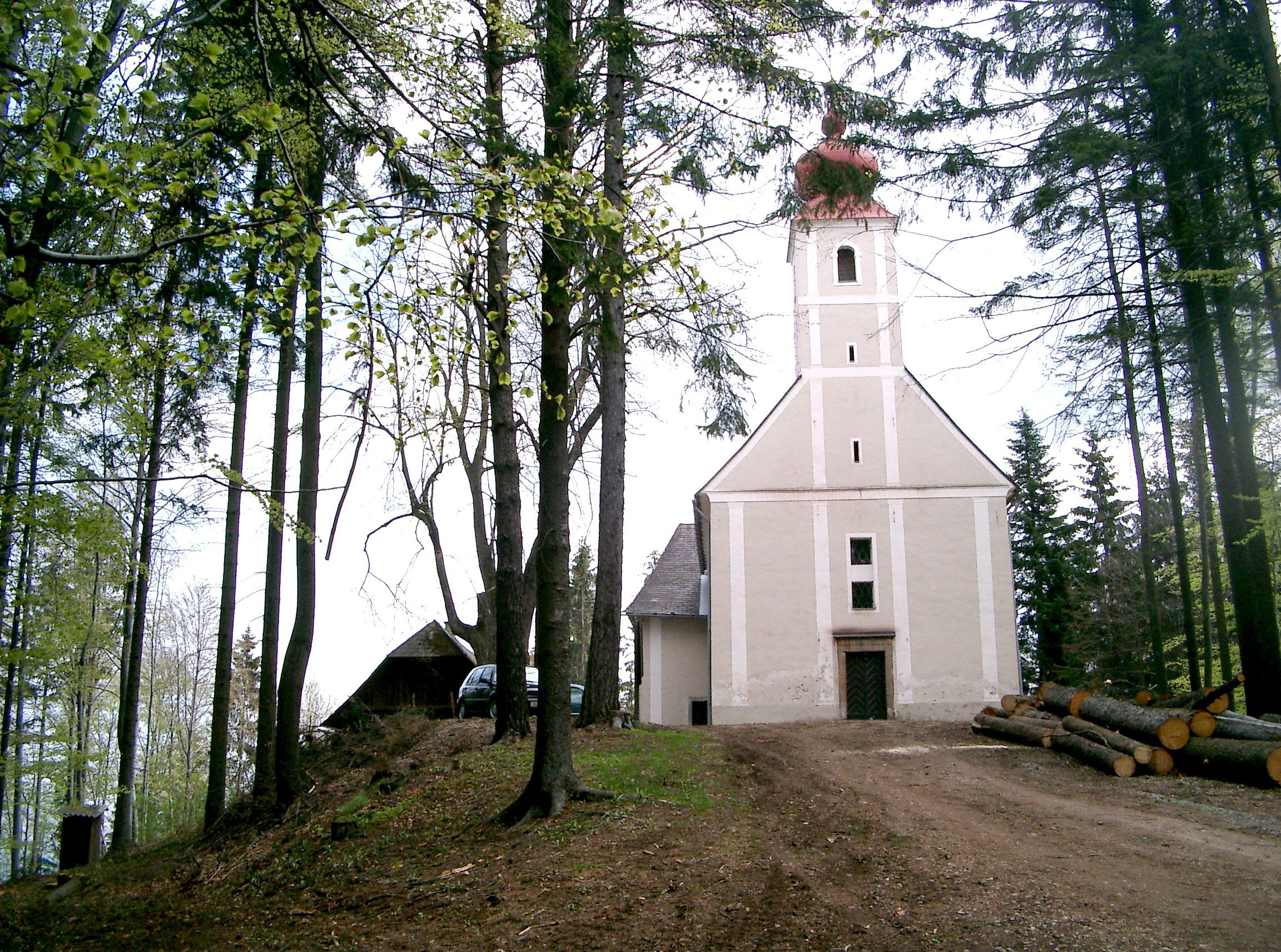
Die Kirche im September 2011

Die Kirche St. Anton in Bachholz ist dem heiligen Antonius dem Einsiedler geweiht. Sie ist eine römisch-katholische Filial- und Wallfahrtskirche in der zur Gemeinde Eibiswald gehörenden Katastralgemeinde Sankt Lorenzen in der Steiermark. Sie ist eine Filiale der Pfarre Eibiswald.

## Standort
Die Kirche steht in der Streusiedlung Bachholz, mitten im Wald neben einem großen, aktiven Steinbruch, etwa 140 Meter von der slowenischen Grenze entfernt. Vom Grenzübergang Radlpass ist die Kirche in einer halben Stunde Fußweg erreichbar.

## Geschichte
Die erste urkundliche Erwähnung der Kirche stammt aus dem Jahr 1617. Dieser erste Kirchenbau wurde zwischen 1711 und 1715 unter Leitung von Johann Urschnigg durch die heute bestehende Kirche ersetzt. Im Jahr 1946 und 2007 wurden Restaurierungsarbeiten durchgeführt.

## Beschreibung

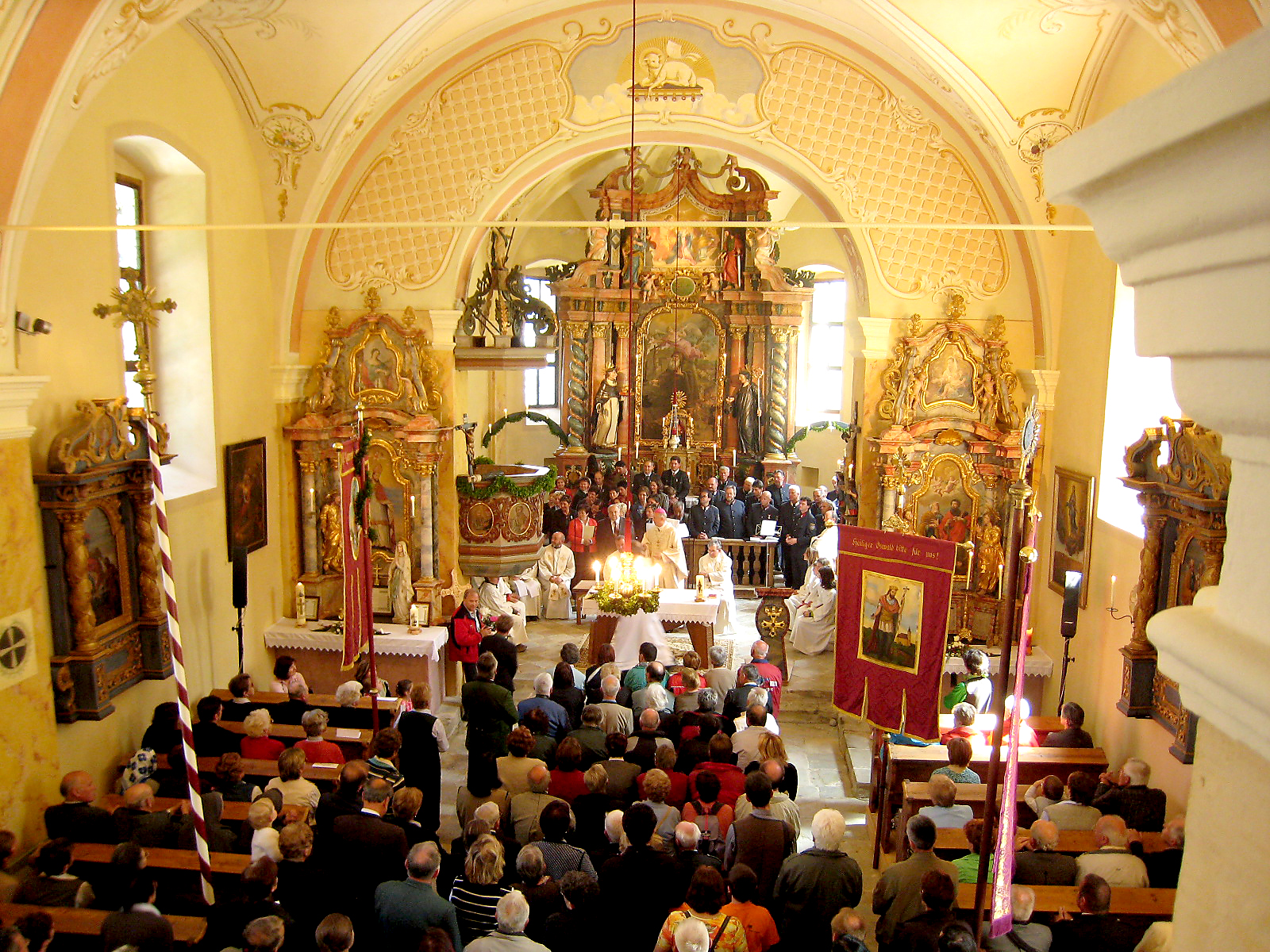
Innenraum während der Weihe nach der Restaurierung 2007

Im westlichen Teil der Kirche befindet sich der Fassadendachreiter mit Zwiebelhelm. Die Außenwände der Kirche werden durch Putzschnitt-Lisenen gegliedert.
Das zweieinhalbjochige Langhaus hat einen eingeschnürten Fronbogen, der schmale, eineinhalbjochige Chor einen Dreiachtelschluss. Sowohl das Langhaus als auch der Chor werden von einem auf flachen Wandpilastern ruhenden Kreuzgratgewölbe mit Gurtbögen überspannt. Im westlichen Teil des Langhauses befindet sich eine dreiachsige, dreigeschoßige, gemauerte Empore, die von einem Kreuzgratgewölbe unterwölbt wird.
Der Hochaltar wurde laut einem Chronogramm im Jahr 1732 errichtet. Das Haupt- und Oberbild wurde 1775 von Johann Andreas Strauß gemalt und zeigt die Krönung Mariens. Die Seitenaltäre stammen aus der Zeit um 1730/40. An den Wänden des Langhauses befinden sich zwei aus dem dritten Viertel des 17. Jahrhunderts stammende Altaraufbauten mit Knorpelwerkornamenten. Die Kanzel stammt aus der Zeit um 1700 und die Positivorgel wurde um 1720 von Andreas Schwarz errichtet.